# Andrzej Starmach
Andrzej Adam Starmach (ur. 1953) – polski marszand, historyk sztuki i kolekcjoner.

## Życiorys
Z wykształcenia historyk sztuki, ukończył studia na Uniwersytecie Jagiellońskim. Pracował w krakowskiej Desie, od 1986 do 1989 zajmował stanowisko dyrektora Galerii Związku Polskich Artystów Fotografików w tym samym mieście.
W 1989 wraz z żoną Teresą (także historykiem sztuki) utworzyli Galerię Starmach. Placówka początkowo mieściła się przy Rynku Głównym w Krakowie, po czym została przeniesiona do XIX-wiecznego budynku dawnej synagogi Zuckera w krakowskim Podgórzu. W galerii zgromadzono m.in. dzieła polskich artystów współczesnych, takich jak Jerzy Nowosielski, Tadeusz Kantor i Magdalena Abakanowicz. Z okazji 20-lecia istnienia w Gmachu Głównym Muzeum Narodowego w Krakowie została zorganizowana wystawa Kolekcja. Dwadzieścia lat Galerii Starmach (od 7 listopada 2009 do 20 grudnia 2009). W 2024 Andrzej i Teresa Starmach zdecydowali się przekazać znaczącą część swojej gromadzonej przez lata prywatnej kolekcji ( o wartości szacowanej na 50 milionów złotych) dwóm krakowskim instytucjom kulturalnym
W 2015 wszedł w skład honorowego komitetu poparcia Bronisława Komorowskiego przed wyborami prezydenckimi.
Jest żonaty z Teresą, ma trzy córki: Katarzynę, Annę i Agatę.

## Odznaczenia i wyróżnienia
W 2002 został nagrodzony Paszportem „Polityki” dla kreatora kultury. W tym samym roku został odznaczony Orderem Uśmiechu. W 2009 został uhonorowany przez prezydenta Lecha Kaczyńskiego Krzyżem Kawalerskim Orderu Odrodzenia Polski. W 2024 otrzymał Złoty Medal „Zasłużony Kulturze Gloria Artis”. W 2025 został laureatem 26. edycji Nagrody im. prof. Aleksandra Gieysztora za wybitne osiągnięcia mające na celu ochronę polskiego dziedzictwa kulturowego.